# Frică

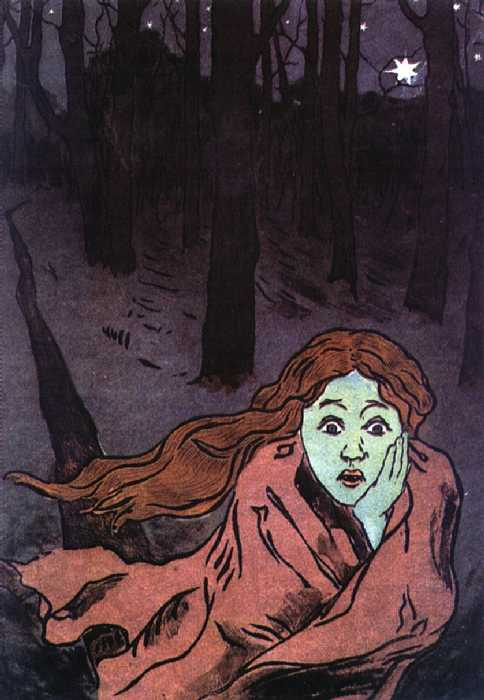
Maria Iakuncikova, „Frică”, 1893-95

Frica este un mecanism de supraviețuire ce apare ca răspunsul unui om la o amenințare concretă, de obicei negativă. Frica este legată de anxietate. Aceasta depinde de persoană și poate varia de la prudență la fobie și paranoia. Ea ține de mai multe stări, printre care grija, anxietatea, teroarea, paranoia, oroare, panică.
O frică de o intensitate extremă, persistentă, sesizată de către subiect ca fiind irațională se numește fobie. Fobia este determinată de prezența sau doar anticiparea prezenței unui obiect, a unei vietăți sau a unei situații.

Psihologul american Jerome Kagan susține că la unele persoane frica este înnăscută.

## Fobii
- Aastrofobia este frica de spații deschise.
- Agorafobia este frica de spații din care ar fi dificil de ieșit sau în care ajutorul altei persoane ar fi greu de obținut.
- Bibliofobia este frica de cărți
- Chemofobia este frica de substanțe artificiale
- Claustrofobia este frica de spații închise
- Hematofobia este frica de sânge
- Islamofobia este frica de cultul islamic
- Ranidafobia este frica de broaște
- Sociofobia este frica de comunicare
- Xenofobia este frica de străini